# Portugal en los Juegos Olímpicos de Nagano 1998
Portugal estuvo representado en los Juegos Olímpicos de Nagano 1998 por un total de 2 deportistas que compitieron en 2 deportes.  
La portadora de la bandera en la ceremonia de apertura fue la esquiadora acrobática Mafalda Pereira. El equipo olímpico portugués no obtuvo ninguna medalla en estos Juegos.